# 電線ダクト
電線ダクトとは、整理、保護のために、電線を収容する金属製や合成樹脂製のダクトのことである。

## 概要
多数の電線を配置する場合に、電線の整理のためにダクトに収容したり、感電対策などで電線に触れないように保護したり、電線そのものの保護を目的としてダクトに収容する際に使用される。
日本の技術基準では、湿気・水気のある場所や点検できない隠蔽した場所での施工が制限される。
日本語では「線ぴ」と言う。漢字では「線樋」と書くが、「線ぴ」と書くのが一般的である。

## 種類
金属製のものは幅5cmを境に金属ダクトと金属線ぴに分けられ、主に樹脂製が用いられる配線ダクトもある。

### 金属ダクト
ビルや工場などで多数の電線やケーブルを収納・保護するために用いられる金属製のダクト。ワイヤリングダクトとも呼ばれる。日本では幅が5cmを超え、かつ厚さが1.2mm以上の鉄板又はこれと同等以上の強さを有する金属製のものでなければならないと定められている。
- バスダクト

工場やビルなどの変電室から、従来は電線やケーブルで行われていた幹線を　冷却性や大電流に対応できる銅帯（ブスバー）にて配線
短絡や感電事故防止で離隔距離の確保及び囲う目的で使用される。
- フライダクト、ライティングダクト

金属製の樋形の本体の側面に多数のコンセントを配列し、各コンセントに接続した内部配線と電源からの配線とを接続する端子板を設けるもの。劇場、会館ホール等に設置される舞台照明設備の一部として設置される。
- トロリーダクト

工場の天井クレーンなどでトロリ線を納めた金属ダクトをトロリーダクトと呼ぶ。
- フロアダクト
- ファクトライン

### 金属線ぴ
金属製の樋形の本体に電線・ケーブルを収納してカバーを取り付けるもの。日本国内では一種金属製線ぴと二種金属製線ぴに分けられる。
材質は黄銅または銅で堅牢に作られ、幅5 cm以下、厚さ0.5 mm以上と定められている。いずれも適合規格は電気用品安全法で、線は断面積の20 ％まで収容可能である。
- 1種金属製線ぴ

「メタルモール」と呼ばれ、壁面露出で配線やケーブルを立ち下げてコンセントなどを取り付けて設置する。新築物件では壁内に配線が隠れてしまうため目にすることが少ないが、レイアウト変更や改築によって配線の変更が行われればメタルモールが設置される。メタルモールの仕様には縦11.5 mm × 横25.4 mmのA型と縦20 mm × 横40.4 mmのB型に分けられる（縦30 mm × 横60 mmのC型もあるが、一種金属製線ぴではなく金属ダクトに分類される）。
付属品でケーブル工事用の表示がある物は上カバーのみの構成であるのに対して　無表示の付属品は全周が金属で覆われている。
このためケーブル工事用表示の無い付属品のみを用いた場合は　配線材として絶縁電線が使用可能である

- 2種金属製線ぴ

「レースウェイ」と呼ばれ、地下駐車場や倉庫、駅のプラットホームなどの天井から電気供給する目的で吊ボルトで吊り下ろす形で設置される。型式はA型からF型まである。

### 合成樹脂線ぴ
2011年（平成23年）の電気設備の技術基準の解釈が改正によって削除され、日本国内の電気工事には使用できなくなった。現在では通信用ケーブルやアンテナケーブルなどの配線の美観を保つための電気工事以外の用途に使用されている。
過去に松下電工より　ケースウエイ　という商品名で主に団地向けの配線材として用いられていた。

### 配線ダクト
配電盤や制御盤などで電線の束を収容し、任意の位置で電線を取り出すために取出孔が規則的に配列された合成樹脂製のダクト。配線作業が終わると蓋を取り付ける。　星和電機製の　カッチングダクト　の商品名で通じる。